# Çamlıyayla
Çamlıyayla (în traducere „podiș cu pini”), numită și Namrun, este o unitate administrativ-teritorială a provinciei Mersin, din Turcia. Este situată în partea de nord-est a provinciei și învecinată cu Niğde, în munții Taurus. 